# أنتوني فان لو
انتوني فان لو (5 أكتوبر 1988 في بلجيكا - ) هو لاعب كرة قدم بلجيكي في مركز الدفاع. شارك مع منتخب بلجيكا تحت 21 سنة لكرة القدم. أما مع النوادي، فقد لعب مع كيه في ميخيلين ونادي كورتريك وK.S.V. Roeselare ‏.

## روابط خارجية
- انتوني فان لو على موقع قاعدة بيانات كرة القدم.إي يو (الإنجليزية)
- انتوني فان لو على موقع Soccerway.com (الإنجليزية)